# Milagro (album)
Pour les articles homonymes, voir Milagro (homonymie).
Albums de Santana
Spirits Dancing in the Flesh
(1990) Sacred Fire: Live in South America
(1993)
Milagro est le 17e album studio du groupe rock latino Santana sorti en 1992.

## Historique
Milagro, qui signifie « miracle » en espagnol, a été dédié à Miles Davis et Bill Graham, et fut le premier album de Santana pour Polydor Records après vingt-deux ans chez Columbia Records. Ce fut leur premier album à entrer au Billboard Top 100 aux États-Unis.

## Titres
1. Introduction - Bill Graham (Milagro) (Johnson, Marley, Santana) – 7:34
2. Somewhere in Heaven (Ligertwood, Santana) – 9:59
3. Saja/Right On (Derouen, Gaye, Roccisano) – 8:51
4. Your Touch (Santana, Thompson) – 6:34
5. Life Is for Living (Sefolosha) – 4:39
6. Red Prophet (Rietveld) – 5:35
7. Agua que va caer (Valdes, Arango) – 4:22
8. Make Somebody Happy (Santana, Ligertwood) – 4:14
9. Free All the People (South Africa) (Holmes) – 6:04
10. Gypsy/Grajonca (Santana, Thompson) – 7:09
11. We Don't Have to Wait (Santana, Peraza, Thompson) – 4:34
12. A Dios (Santana, Coltrane, Evans) – 1:21

## Musiciens
- Carlos Santana - guitare, chant
- Jorge Santana : Guitare acoustique sur Saja/Right On
- Benny Rietveld - basse
- Tony Lindsay - chant Life Is for Living, Make Somebody Happy
- Linda Tillery : Chant Red Prophet
- Lygeia Ferragallo : Chant Red Prophet
- Alex Ligertwood - chant Somewhere in Heaven
- Larry Graham - chant Right On
- Bad River Singers - chant Agua que va caer
- Chester Thompson - claviers, arrangements des cuivres et des cordes, chœurs
- Rebeca Mauleon - piano Agua que va a caer
- John Philip Shenale : Programmation des cordes
- Walfredo de Los Reyes - batterie, percussions
- Billy Johnson :  Batterie sur Saja/Right On et Your Touch
- Raul Rekow - timbales cubaines, percussions, chant
- Karl Perazzo - timbales, guido, quinto, bongo, chœurs
- John Coltrane : Solo saxophone ténor A Dios
- Melecio Magdaluyo - saxophone Agua que va caer, Free All the People, Milagro
- Miles Davis : Solo trompette A Dios
- Bill Ortiz - trompette Agua que va caer, Free All the People, Milagro
- Robert Kwock - trompette Agua que va caer, Free All the people, Milagro
- Wayne Wallace - trombone Agua que va caer, Free All the People, Milagro